# Rudy Horn
Rudy Horn (* 14. Februar 1933 in Nürnberg; † 12. Oktober 2018 in Berchtesgaden) war ein deutscher Jongleur.

## Leben
Horn entstammte einer Zirkusfamilie. Sein Großvater mütterlicherseits und sein Onkel waren Jongleure. Am Heiligabend 1940 jonglierte Horn erstmals. Seine Eltern erkannten sein Talent und förderten ihn. Als Neunjähriger hatte er zusammen mit seinem Großvater seinen ersten öffentlichen Auftritt. Es folgten Auftritte in den führenden Varietés Deutschlands. Nach dem Krieg trat er in amerikanischen Soldatenclubs auf. Berühmt wurde er für seine Tassen- und Untertassen-Nummern insbesondere auf dem Einrad und das Jonglieren mit Keulen und Bällen. 1975 zog er sich als Jongleur zurück und arbeitete danach als Tennislehrer.
Horn hatte seit 1961 seinen ständigen Wohnsitz in Berchtesgaden.

## Würdigungen
- 1973: Rastelli-Preis ("Oscar der Jongleure" seit 1962)
- 1981: Bundesverdienstkreuz am Bande[2]
- 2013: Ausstellung zum Lebenswerk im Schloss Adelsheim[3][4]